# 朝鮮史料叢刊
朝鮮史料叢刊（ちょうせんしりょうそうかん）は、『朝鮮史』編纂のために集めた史料・日記のうち重要なもの21種類を刊行したもの。朝鮮史編修会によって1932年から1938年に大部分が刊行され、残りは1944年に刊行された。原則として原文に忠実な複製本の体裁を採っているが、草書体や略字の多用などで解読が困難なものは活版印刷で出されたものもある。
1. 『高麗史節要』（春秋館 編・全24冊）
2. 『海東諸国紀』（申叔舟・全1冊）
3. 『軍門謄録』（柳成龍 編・全1冊）
4. 『唐将書画帖』『唐将詩画帖』（柳成龍 編・全4冊）
5. 『政院伝教』（柳成龍 編・全3冊）
6. 『乱中日記草』『壬辰状草』（李舜臣・全1冊）
7. 『事大文軌』（撰集庁 編・全24冊）
8. 『眉巌日記章』（柳希春・全5冊）
9. 『乱後雑録』（柳成龍・全1冊）
10. 『鎮管官兵伍冊残巻』（尹承吉 編・全2冊）
11. 『草本懲毖録』（柳成龍・全1冊）
12. 『制勝方略』（李鎰 編・全1冊）
13. 『陽村集』（権近・全1冊）
14. 『保閑斎集』（申叔舟編・全8冊）
15. 『朝鮮賦』（董越・全2冊）
16. 『続武定宝鑑』（洪彦弼 他編・全2冊）
17. 『紹修書院謄録』（紹修書院 編・全1冊）
18. 『高麗史節要補刊』（春秋館 編・全5冊）
19. 『宗家朝鮮陣文書』（朝鮮史編修会 編・全1冊）
20. 『正徳朝鮮信使登城行列図』（対馬藩 編・全1冊）
21. 『通文館志』（金慶門 編・全2冊）